# Пабянишки окръг
 Пабянишки окръг (на полски: Powiat pabianicki) е окръг в Централна Полша, Лодзко войводство. Заема площ от 492,18 км2. Административен център е град Пабянице.

## География
Окръгът се намира в историческия регион Великополша. Разположен е в централната част на войводството.

## Население
Населението на окръга възлиза на 120 016 души (2012 г.). Гъстотата е 244 души/км2.

## Административно деление
Административно окръгът е разделен на 7 общини.
Градски общини:
- Константинов Лодзки
- Пабянице

Селски общини:
- Община Длутов
- Община Доброн
- Община Ксаверов
- Община Лютомерск
- Община Пабянице

## Фотогалерия
- Константинов Лодзки
- Пабянице